# ティチーノ語
ティチーノ語（ticines、ticinées）は、スイスのティチーノ州及びヴァレーゼ州の北部で話されるロンバルド語の方言群の一種である。
「ティチーノ・コイネー」と呼ばれる言語は、西ロンバルド語のコイネー（地域共通語）であり、それぞれの地域の方言話者が、スイスのティチーノ州、グラウビュンデン州、イタリアのロンバルディア州などに居住する他のロンバルド語の方言の話者と会話をする際に使用される。